# Pitiphyllum
Pitiphyllum é um género botânico pertencente à família das orquídeas (Orchidaceae), ao qual foram subordinadas algumas das espécies anteriormente pertencentes ao gênero Maxillaria